# Целер
Целер (лат. Celer — скорый):
- название охранника (телохранителя, гвардейца) верховного правителя (государя) в римских государствах, и состоявших при царе в мирное и военное время[2].
- название (прозвище, фамильное прозвание (cognomen)[3]) представителя многих римских родов, например Цецилиев, Пилиев, Азиниев, Гаргенниев[4] Кассиев, Клавдиев, Корнелиев, Корвинов, Домициев, Проперциев, Уттиедиев[5] и других[6].

## Охранник
300 всадников, которых Ромул, по преданию, выбрал для собственной охраны из 30 курий в составе трёх центурий, называлось Целеры (Celeres).
Этот отряд всадников из трёх центурий составляли конные контингенты трёх племён (триб): Рамнов (Ramnes), Тициев (Tities) и Люцеров (Luceres), по ста человек от каждой. Впоследствии число их было удвоено Тарквинием Гордым, и они обозначались так: centuriæ Ramnensium, Titiensium, Lucerensium priorum et posteriorum.
Уже во времена римских царей, в Царском Риме, начальника (предводителя, командира) этих охранников (телохранителей) кавалерийского отряда называли Трибун целеров (tribunus celerum), по отношению к царю он имел подобное положение как начальник конницы (magister equitum) по отношению к диктатору. Трибун целеров имел право заменять римского царя в народном собрании и сенате.
По мнению Моммзена, трибунов целеров было три, причём они имели значение и положение простых командиров конницы, соответствуя военным трибунам пехоты, и видел в них регулярную конницу, хотя, по свидетельству некоторых древних историков, отряд целеров состоял из пехотинцев или из пехотинцев и кавалеристов.

## Фамильное прозвание
Фамильное прозвание (cognomen)) прозвище представителя многих древнеримских родов, например Цецилиев, Пилиев, Азиниев, Гаргенниев, Кассиев, Клавдиев, Корнелиев, Корвинов, Домициев, Проперциев, Уттиедиев и других.
Из целеров, принадлежность которых к определённому роду не удостоверена, был более известен римский всадник Публий Целер, управлявший частной казной Римского императора Нерона в провинции Азии. По приказанию Нерона в 54 году он отравил проконсула Азии Марка Юния Силана. Помимо этого убийства он совершил ряд преступлений и убийств, по поводу которых провинциалы возбудили против него обвинение. Нерон, не имея возможности оправдать Публия Целера, затягивал, насколько мог, процесс, пока Публия Целер, в 57 году, не предупредил приговор добровольной смертью.

### Представитель
Ниже представлены (не все) некоторые представители целеров:
- Квинт Помпей Вописк Гай Аррунций Кателлий Целер
- Квинт Цецилий Метелл Целер
- Сервий Азиний Целер
- Марк Меций Целер
- Луций Катий Целер
- Флавий Целер